# Male Vinice
Male Vinice so naselje v Občini Sodražica. Ustanovljeno je bilo leta 1998 iz dela ozemlja naselja Vinice. Leta 2015 je imelo 16 prebivalcev.